# Dominicus Mettenleiter
Dominicus Mettenleiter (auch Domenicus; * 20. Mai 1822 in Tannhausen; † 2. Mai 1868 in Regensburg) war ein deutscher römisch-katholischer Geistlicher, Theologe, Kirchenmusiker und Musikwissenschaftler.

## Leben
Mettenleiter war Sohn eines Volksschullehrers. Er studierte Theologie und Philosophie auf und wurde zum Dr. phil. et theol. promoviert. Er kam 1850 als Stiftsvikar und Organist an die Stiftskirche zur Alten Kapelle nach Regensburg, an der bereits sein Bruder Johann Georg Mettenleiter als Kirchenmusiker tätig war. In dieser Zeit begann er seine schriftstellerische Arbeit. Neben seiner Tätigkeit als Seelsorger, Theologe und Organist schrieb er musikgeschichtliche Werke sowie Dramen und Erzählungen. Er verblieb bis zu seinem Lebensende in Regensburg.

## Werke (Auswahl)
- Geschichte des heiligen Thomas von Aquin. Pustet, Regensberg 1856.
- Die Zelle in der Welt: Ein Lehr- und Gebetbuch für die katholischen Christen. Manz, Regensburg 1865.
- Musikgeschichte der Stadt Regensburg. Bössenecker, Regensburg 1866; urn:nbn:de:bvb:12-bsb10271136-1.
- Musikgeschichte der Oberpfalz. Pohl, Amberg 1867;urn:nbn:de:bvb:12-bsb10271135-6.
- Philomele: Noten und Klänge aus dem Reiche der Töne. 2 Teile. Weger, Brixen 1868.
- Zeitschrift Musica. Archiv für Wissenschaft, Ästhetik und Literatur der heiligen und profanen Tonkunst in zwanglosen Heften, 2 Hefte, Brixen 1866 und 1868 (alleiniger Herausgeber und Autor, hier veröffentlichte Mettenleiter seiner musikhistorischen Studien)